# پاسنکی (شهرستان بیلسک)
پاسنکی (به لهستانی:  Pasynki) یک روستا در لهستان است که در گمینا بیلسک پودلاسکی واقع شده‌است.